# Aleksander Waszkiewicz
Aleksander Waszkiewicz (ros. Александр Александрович Вашкевич; ur. 11?/24 sierpnia 1901 w Białowieży, zm. 22 kwietnia 1945 w pobliżu Stiftswiese (obecnie Thräna k. Hohendubrau)) – Białorusin, pułkownik Armii Czerwonej i generał brygady Wojska Polskiego (ludowego), Bohater Związku Radzieckiego.

## Życiorys

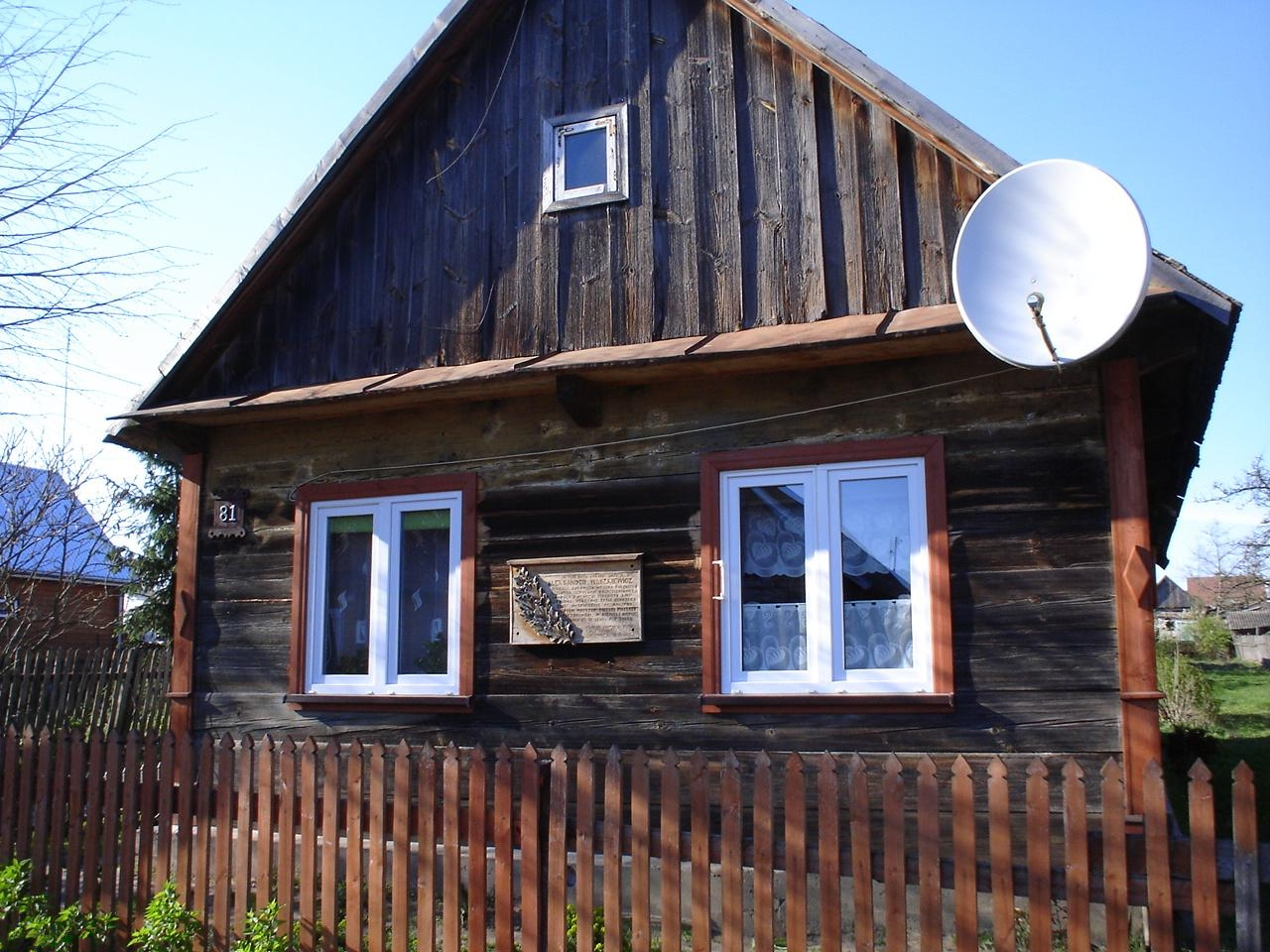
Dom rodzinny Aleksandra Waszkiewicza przy ulicy Stoczek (w latach 1974–2017 ul. Waszkiewicza) w Białowieży

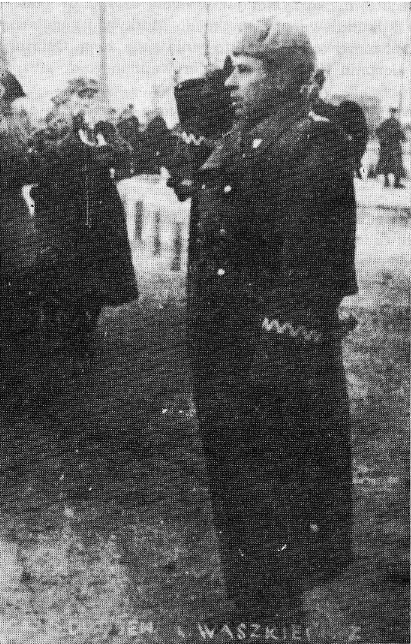
Gen. Waszkiewicz przed frontem 5 Dywizji Piechoty

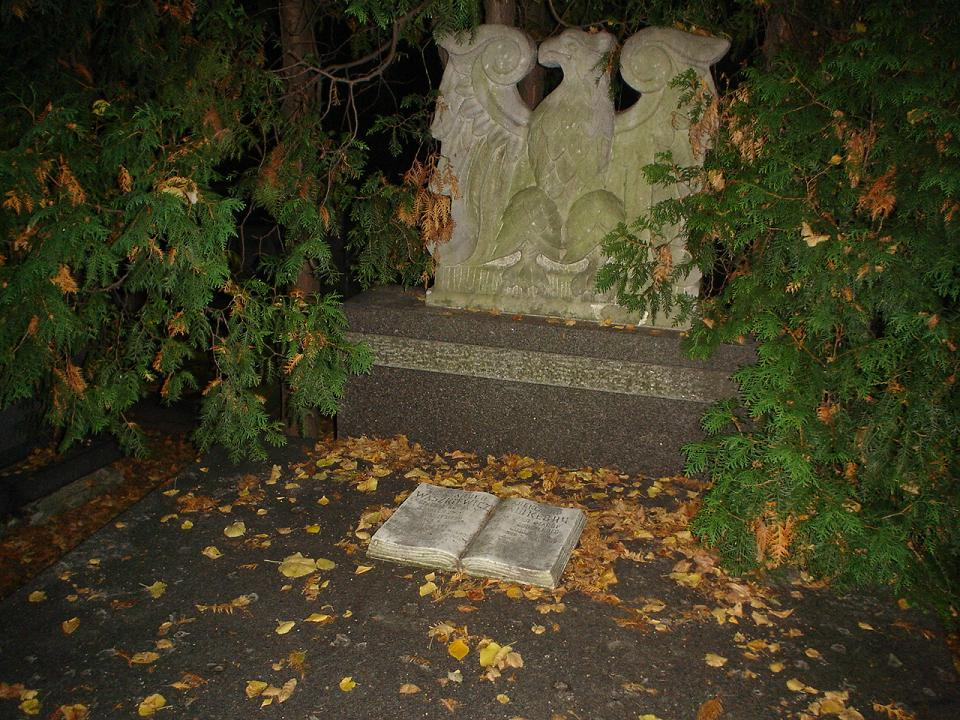
Grób Aleksandra Waszkiewicza na Cmentarzu Wojskowym na Powązkach

Urodził się na Stoczku w Białowieży w prawosławnej, chłopskiej rodzinie Aleksandra i Pelagii Waszkiewiczów. Wykształcenie ogólne – osiem klas szkoły podstawowej. W 1919 wstąpił do Armii Czerwonej. Wykształcenie wojskowe – dywizyjna szkoła ckm 27 DS (październik 1919 – kwiecień 1920). Uczestniczył w wojnie domowej w szeregach Armii Czerwonej, a w latach 1922–1924 kształcił się w szkole oficerskiej w Smoleńsku. Po ukończeniu szkoły w stopniu podporucznika dowodził plutonem, a w latach 1934–1936 pełnił obowiązki szefa sztabu pułku. W latach 1938–1942 pełnił obowiązki szefa oddziału szkolenia w Akademii Wojskowej im. Michaiła Frunzego w Moskwie, równocześnie uczył się w niej i w 1942 ją ukończył.
Od 15 sierpnia 1942 do 2 lutego 1943 dowodził 793 pułkiem strzeleckim 213 Dywizji Strzeleckiej (II formowania). Od 2 do 15 lutego 1943 dowodził 182 pułkiem strzelców górskich 68 Dywizji Strzelców Górskich, a od 22 czerwca 1943 do 23 lipca 1944 był dowódcą 797 pułku strzelców 232 Dywizji Strzeleckiej (II formowania). Następnie był zastępcą dowódcy 116 Dywizji Strzeleckiej.
We wrześniu 1944 został skierowany do Wojska Polskiego. Miał wówczas stopień pułkownika. 22 września 1944 został organizatorem i dowódcą 5 Dywizji Piechoty. 3 listopada 1944 Krajowa Rada Narodowa mianowała go generałem brygady. Dywizja pod jego dowództwem wzięła udział w zaciętych walkach pod Budziszynem w kwietniu 1945. 21 kwietnia 1945, w trakcie tych walk, między miejscowościami Tauer i Förstgen sztab 5 Dywizji Piechoty został okrążony przez atakujące z północy i południa wojska niemieckie. Początkowo wraz z grupką żołnierzy przebijał się na wschód do pozycji 7 DP, a gdy to okazało się niemożliwe, przemieszczał się lasami na południe. Ostatni raz widziany był przed południem 22 kwietnia 1945, gdy wydawał rozkazy swoim podkomendnym. Dokładna data śmierci nie jest znana. Prawdopodobnie 22 kwietnia 1945 został ranny w walce, następnie wzięty do niewoli, poddany torturom i zamordowany. Zmasakrowane zwłoki odnaleziono dopiero 4 maja w lesie niedaleko m. Stiftswiese (obecnie Thräna k. Hohendubrau). Pochowany został 28 maja 1945 w Warszawie w parku Ujazdowskim, wkrótce przeniesiony na cmentarz Wojskowy na Powązkach do Alei Zasłużonych (kwatera A27-tuje-16/17).
11 lipca 1945 pośmiertnie został awansowany na generała majora Armii Czerwonej.
Za męstwo okazane w walce w trakcie forsowania Dniepru w 1943 został 28 października 1943 odznaczony tytułem Bohatera Związku Radzieckiego oraz Medalem Złotej Gwiazdy i Orderem Lenina. Otrzymał także Order Czerwonego Sztandaru (dwukrotnie w 1943), Order Czerwonej Gwiazdy, Medal jubileuszowy „XX lat Robotniczo-Chłopskiej Armii Czerwonej” (1938), Krzyż Komandorski Orderu Odrodzenia Polski (3 stycznia 1945) i pośmiertnie Krzyż Złoty Orderu Virtuti Militari (11 maja 1945).
Aleksander Waszkiewicz był patronem:
- 5 Saskiej Dywizji Pancernej w Gubinie.
- Oficerskiej Szkoły Samochodowej w Pile.
- Wyższej Oficerskiej Szkoły Samochodowej w Pile.
- Liceum Ogólnokształcące w Głownie k. Łodzi.
- Szkoły Podstawowej nr 289 w Warszawie (od 1998 nosi imię Henryka Sienkiewicza).
- Szkoły Podstawowej nr 3 w Gubinie.
- Szkoły Podstawowej nr 8 w Nowej Soli.
- Szkoły Podstawowej nr 47 we Wrocławiu.
- Szkoły Podstawowej nr 4 w Łukowie.

W czasach PRL był patronem jednej z ulic w Zielonej Górze, na os. Łużyckim (obecnie ulica ta nosi imię Edwarda Śmigłego-Rydza). Do 2017 był także patronem jednej z głównych ulic Międzyrzecza. W latach 1974–2017 jego imię nosiła główna ulica w Białowieży, przy której stoi jego rodzinny dom (31 sierpnia 2017 przywrócono jej historyczną nazwę Stoczek). Był tez patronem jednej z ulic w Ursusie, w 1990 przemianowanej na ulicę Plutonu Torpedy.

## Życie prywatne
Był żonaty z Anielą. Małżeństwo miało córkę.